# Bertie Wright
Albert James Matthew "Bertie" Wright (Blackburn, Lancashire, Inglaterra, 6 de fevereiro de 1871 – Sydney, Nova Gales do Sul, Austrália, 7 de março de 1960) foi um ator britânico da era do cinema mudo.

## Filmografia selecionada
- A Little Bit of Fluff (1919)
- General John Regan (1921)
- The Wheels of Chance (1922)
- A Sailor Tramp (1922)
- Young Lochinvar (1923)
- The Royal Oak (1923)